# Acanthus montanus
Espèce
Synonymes
- Acanthus barteri T.Anderson[1]
- Acanthus montanus T.Anderson T.Anderson (préféré par UICN)[2]
- Cheilopsis montana Nees[1] [2]

Statut de conservation UICN

 LC  : Préoccupation mineure
Acanthus montanus (Nees) T.Anderson est une espèce de plantes à fleurs de la famille des Acanthaceae et du genre Acanthus, assez répandue en Afrique centrale et de l'Ouest.

## Description

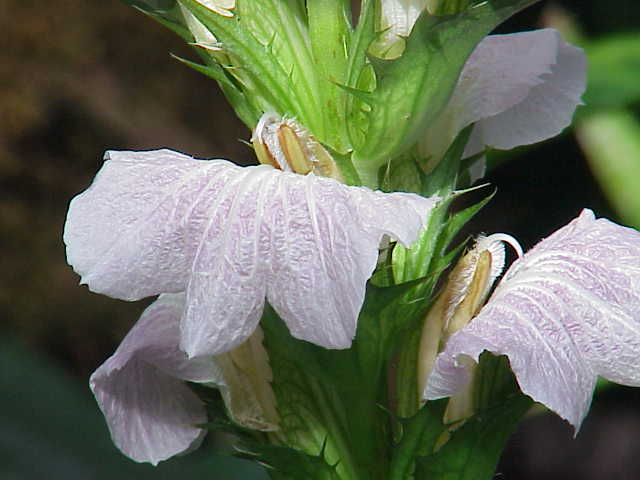
Fleur.

C'est une herbe dressée pouvant atteindre 1,5 m de hauteur.

## Distribution
Sa présence a été observée dans les pays suivants : Angola, Bénin, Cameroun, Gabon, Ghana, Guinée équatoriale (Région continentale), Niger, République centrafricaine, République démocratique du Congo, République du Congo, Sao Tomé-et-Principe (île de Principe), Togo.

## Utilisation
C'est une plante médicinale.